# 小森琴世
小森 琴世（こもり ことよ、1968年1月26日 - ）は日本の俳優、神奈川県出身。希楽星所属。本名同じ。

## 来歴・人物
横浜外語ビジネスアカデミー、ニューカレッジオブカリフォルニア卒。
1984年にテレビドラマ『転校少女Y』でデビュー。
身長は153センチ。特技は英会話、茶道、華道、着付け。所持免許は自動二輪中型免許(指導員の資格を所持)

## 出演作品

### テレビドラマ
- 転校少女Y（1984年、TBS） - 大谷町子役
- 99年の愛〜JAPANESE AMERICANS
- 医龍2
- はるかの夢宣言
- 日本国恋愛事件
- 火曜サスペンス劇場「夜の終わる時」
- 金曜エンター「轟木祥子2」
- 月曜ミステリー「万引きGメン二階堂雪12 結婚願望」
- 渡る世間は鬼ばかり
- 弁護士迫まり子の遺言作成ファイル5
- サイコドクター
- ラストシーン
- 沈黙のアリバイ
- 恋するトップレディ
- 愛人の掟
- 新宿暴走救急隊
- 鯨を見た日
- 優しいだけが男じゃない
- お局様はハイミス管理職
- 仮面ライダーウィザード
- 月曜ゴールデン「世田谷駐在刑事2」

### ラジオ
- FMシアター「マイスイートベイビー」
- 地雷ではなく花を下さい

### 舞台
- おおいばりの宮沢くん（1983年、渋谷ジァンジァン）
- カゴメ子供劇場　とんでもハプニング（1989年、スペース107）
- オズの魔法使い（1993年） - ドロシー役

### アニメ
- マーメイドメロディー ぴちぴちピッチ（人魚A）

### その他
- 1990年から1993年にかけて、サンフランシスコでアナウンサー兼DJをしていた。

## 外部サイト
- 希楽星によるプロフィール（2023年6月11日時点のアーカイブ）